# ديمقراطية انتخابية
الديمقراطية الانتخابية هي نظام سياسي يتمكن فيه المواطنون من التصويت لحكومتهم، ولكنه لا يمكنهم المشاركة بشكل مباشر في صناعة القرار الحكومي، ولا تشارك الحكومة أي سلطات. وفي المقابل، فإن الديمقراطية تكمن في إمكانية مشاركة المواطنين في صناعة القرارات التي تؤثر عليهم، في حين أن الديمقراطية الانتخابية تعتبر أن اتخاذ القرار قاصر على شخص أو مجموعة منتخبة يمكن أن تحكم حكمًا استبداديًا أو بطريقة لا يمكن محاسبتها عليها حتى الانتخابات التالية.
وتعد العراق مثالاً على الديمقراطية الانتخابية وكذذلك كانت تايلاند قبل الانقلاب العسكري في عام 2006.